# Fatehpur Chaurasi
Fatehpur Chaurasi is een nagar panchayat (plaats) in het district Unnao van de Indiase staat Uttar Pradesh. 

## Demografie
Volgens de Indiase volkstelling van 2001 wonen er 5.424 mensen in Fatehpur Chaurasi, waarvan 53% mannelijk en 47% vrouwelijk is. De plaats heeft een alfabetiseringsgraad van 52%. 